# Ягільницький замок

Ягі́льницький за́мок (також За́мок Лянцкоро́нських) — пам'ятка архітектури національного значення. Міститься в селі Нагірянка Чортківського району Тернопільської області.

## Історія

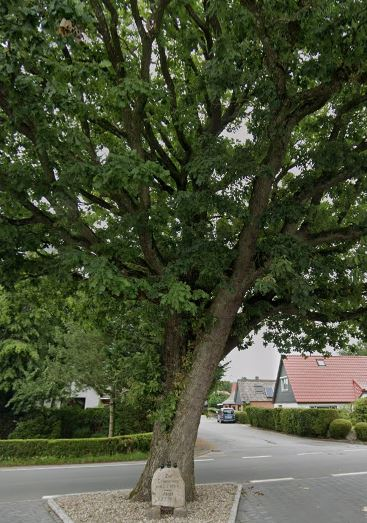
Ягільницький замок на поч. ХХ століття

Родинне гніздо Лянцкоронських — Ягільницький замок збудували у 1630 році в селі Ягільниця на річці Черкаска за наказом польного коронного гетьмана Станіслава Лянцкоронського. Частину споруд добудовано у XVIII–XIX століттях, одну будівлю — в ХХ ст.
Фортеця належала до найкращих і найміцніших на Поділлі.
У XIX ст. австрійська влада здійснила перебудову споруди і облаштувала там тютюнову фабрику, яку за радянської влади замінив тютюново-ферментаційний завод. За часів незалежності він став приватним, відтак почав потроху занепадати.

## Сучасність

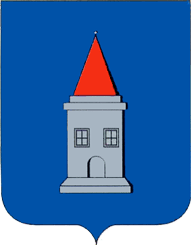
Замок на гербі села Ягільниця

Зараз Ягільницький замок розташований не у Ягільниці, а сусідньому селі Нагір'янці, яке утворили, розділивши старе місто по річці Черкасці. Давня фортеця стоїть на високому пагорбі над річкою, з яким пов'язана вся її історія. Твердиня збереглася досить добре: височіють мури з гладкого тесаного каменю над Черкаскою, стоять старі будинки з дерев'яними сходами і склепінчастими стелями. До льохів Ягільницької фортеці можна потрапити кам'яними сходами, але вони відкриті лише частково: входи у довгі ходи стоять замуровані. Надворі замок оточує тераса, з якої відкриваються краєвиди на розташовану в долині Ягільницю і сусідній ліс.
Ягільницька фортеця — одна з найкраще збережених пам'яток архітектури в Тернопільській області.

## Легенди про замок
Одна з історій розповідає, що фортецю з лісом сполучає таємне підземелля, яким могли рятуватися оборонці. Жоден із нападників так і не зміг знайти шлях до нього, і 1648 року замок витримав облогу козаків Богдана Хмельницького, а в 1655 році його здобули тільки через зраду в рядах захисників. Втім, підземелля, як розповідають місцеві мешканці, збереглися досі і в часи Другої світової війни в них переховувалися вояки  УПА. Ще одна історія розповідає, що підземелля Ягільницького замку ведуть і до фортеці у Червоногороді біля Ниркова, що у Заліщицькому районі. Є свідчення, що в цих льохах подекуди могли розминутися два вози.
Цікавою є також історія роду-засновника фортеці, який відомий з XIV століття. Усі чоловіки Лянцкоронські займали поважні посади у Речі Посполитій: були гетьманами, генералами, воєводами, старостами і єпископами. Так, фундатор замку Станіслав Лянцкоронський відзначився у багатьох битвах, був воєводою брацлавським, руським, польним коронним гетьманом, воював проти козаків гетьмана Хмельницького на Вінниччині, де його переміг полковник Іван Богун.
Неординарною була графиня Кароліна Лянцкоронська, донька Кароля Лянцкоронського, яку гітлерівці засудили до смертної кари. Але вона врятувалася, вступила до польської армії, пізніше стала меценатом, постійно жила в Римі. За її допомогою відновили костел у Ягільниці. Жителі Нагірянки розповідають, що К. Лянцкоронська мала намір відновити замок, але зробити це завадила смерть.